# The Waverly Gallery
The Waverly Gallery è un'opera teatrale del drammaturgo e sceneggiatore statunitense Kenneth Lonergan, debuttata a Williamstown nel 2000 e candidata al Premio Pulitzer per la drammaturgia.

## Trama
Gladys Green ha superato gli ottanta, ma ancora dirige e si occupa di una piccola galleria d'arte nel Greenwich Village. Quando la donna comincia a mostrare sintomi della malattia di Alzheimer, la famiglia e gli amici reagiscono in modo diverso e, soprattutto, hanno idee diverse su quello che la donna dovrebbe fare. Il proprietario della galleria vorrebbe venderla e trasformarla in un ristorante, la figlia Ellen ed il genero Howard la vorrebbero fare internare in un centro specializzato. Il declino della donna e il cambiamento della famiglia viene osservato e narrato dal nipote di Gladys, Daniel.

## Produzioni
La pièce debuttò l'11 agosto 1999 al Williamstown Theatre Festival con la regia di Scott Ellis e rimase in cartellone fino al 22 agosto. Eileen Heckart interpretava Gladys e fu sostituita con Joanne Woodward nelle ultime quattro rappresentazioni.
Il dramma debuttò a New York la primavera successiva, in scena al Promenade Theatre dell'Off Broadway dal 22 marzo al 21 maggio 2000, per un totale di settanta repliche. Ancora una volta, Eileen Heckart interpretava Gladys, mentre Mark Blum ricopriva il ruolo del genero Howard. The Waverly Gallery fu candidata al Premio Pulitzer per la drammaturgia nel 2001 e per la sua interpretazione la Heckart vinse il Lucille Lortel Award, il Drama League Award ed il Drama Desk Award alla migliore attrice.
Lila Neugebauer ha diretto la prima produzione di Broadway della pièce, portata al debutto al John Golden Theatre di New York il 25 ottobre 2018, dopo un mese di anteprime. Elaine May tornò a Broadway dopo sessant'anni per interpretare Gladys ed il resto del cast comprendeva: Joan Allen (Ellen), Michael Cera (Don), Lucas Hedges (Daniel) e David Cromer (Howard). La produzione ottenne ottime recensioni e l'interpretazione della May fu particolarmente apprezzata da critica e pubblico. L'allestimento fu candidato al Tony Award al miglior revival di un'opera teatrale e vinse il Tony Award per la migliore attrice in un'opera teatrale (May).